# Associació Esportiva Prat
L'Associació Esportiva Prat è una società calcistica con sede presso El Prat de Llobregat, in Catalogna, in Spagna. 
Gioca nella Tercera Federación, la quinta serie del campionato spagnolo.

## Tornei nazionali
- 1ª División: 0 stagioni
- 2ª División: 0 stagioni
- 2ª División B: 3 stagioni
- 3ª División: 14 stagioni

## Stagioni
| Stagioni | Categoria   | Posizione |
| -------- | ----------- | --------- |
| 1945–84  | Cat. reg.   | —         |
| 1984/85  | 3ª          | 16°       |
| 1985/86  | 3ª          | 9°        |
| 1986/87  | 3ª          | 18°       |
| 1987–02  | Cat. reg.   | —         |
| 2002/03  | 3ª          | 16°       |
| 2003/04  | 1ª Catalana | —         |
| 2004/05  | 1ª Catalana | —         |
| 2005/06  | 3ª          | 12°       |
| 2006/07  | 3ª          | 18°       |
| 2007/08  | 1ª Catalana | —         |
| 2008/09  | 3ª          | 8°        |
| 2009/10  | 3ª          | 4°        |
| 2010/11  | 3ª          | 9°        |
| 2011/12  | 3ª          | 1°        |
| 2012/13  | 2ªB         | —         |

## Palmarès

### Competizioni nazionali
- Tercera División: 2

2011-2012, 2015-2016

### Competizioni regionali
- Primera Catalana: 1

2004-2005